# 社会主义替代 (荷兰)
社会主义替代（荷蘭語：Socialistisch Alternatief）是荷兰的一个托洛茨基主义组织。该组织成立于1977年。该组织曾先后取名为国际、前进、进攻，直到2010年9月定为现名。该组织曾在社会党内部活动，直到2009年2月后它的许多成员被社会党开除。它的意识形态是社会主义、马克思主义、托洛茨基主义。它的政治立场是极左翼。它是国际社会主义替代的支部，曾派代表出席欧洲反资本主义左翼的会议。